# Рай для усіх
«Рай для усіх» (фр. Paradis pour tous) — французький трагікомедійний фантастичний фільм 1982 року, поставлений режисером Аленом Жессуа з Патріком Деваром у головній ролі, що стала для актора останньою перед його самогубством.

## Сюжет
Страховий агент Ален Дюрей (Патрік Девар), що перебуває в депресії, хоче накласти на себе руки. Він проходить курс лікування революційним методом «флеш-терапії». За цією методикою область гіпоталамуса бомбардується променями. Той, хто раніше був у депресії, стає «щасливою людиною», випромінює вічний оптимізм і в сексуальному, і професійному житті діє бездоганно, як робот. Дивлячись на чоловіка, дружина агента впадає в депресію, а потім сама проходить «флеш-терапію». Лікар П'єр Валуа (Жак Дютрон), що розробив цей спосіб лікування, зі смутком спостерігає за блаженними монстрами, створеними його стараннями, і не бачить для себе іншого виходу, окрім «флеш-терапії». Незабаром уся країна вступить в еру «флеш-терапії», сплаченої державною страховкою.

## У ролях
| • Патрік Девар    | … | Ален Дюрьє  |
| • Жак Дютрон      | … | П'єр Валуа  |
| • Фанні Коттансон | … | Жанна Дюрьє |
| • Стефан Одран    | … | Едіт        |
| • Філіпп Леотар   | … | Марк Лебель |
| • Патріс Кербра   | … | Арман       |
| • Жанна Гупіль    | … | Софі        |
| • Каролін Берг    | … | Ніколь      |

## Знімальна група
- Автори сценарію — Ален Жессюа, Андре Руеллан
- Режисер-постановник — Ален Жессюа
- Продюсери — Ален Жессюа, Луї Дюшен
- Оператор — Жак Робен
- Композитори — Рене Кенінг, Костен Мієрню
- Монтаж — Елен Плем'янніков
- Художник-постановник — Костянтин Межинський
- Художник по костюмах — Крістін Геган

## Нагороди та номінації
| Список нагород та номінацій | Список нагород та номінацій | Список нагород та номінацій    | Список нагород та номінацій | Список нагород та номінацій | Список нагород та номінацій |
| Кінопремія                  | Рік                         | Категорія                      | Номінант(и)                 | Результат                   |                             |
| --------------------------- | --------------------------- | ------------------------------ | --------------------------- | --------------------------- | --------------------------- |
| Премія «Сезар»              | 1983                        | Найкраща акторка другого плану | Стефан Одран                | Номінація                   |                             |